# Walki o Dęblin i Mińsk Mazowiecki (1920)
Walki o Dęblin i Mińsk Mazowiecki – walki stoczone w dniach 16–18 sierpnia 1920 roku przez I Grupę Uderzeniową (pod dowództwem Naczelnika Państwa Józefa Piłsudskiego) w składzie: 3 Armia (II RP) (pod dowództwem gen. Edwarda Śmigłego-Rydza) i 4 Armia (II RP) (pod dowództwem gen. Leonarda Skierskiego) w rejonie od Dęblina do Mińska Mazowieckiego podczas Kontruderzenia znad Wieprza w czasie wojny polsko-bolszewickiej oraz II Grupę Uderzeniową XXIX Brygady Piechoty płk. Stanisława Wrzalińskiego wspartej czołgami, która to kontratakując spod Warszawy zdobyła Mińsk Mazowiecki.

## Kontruderzenie znad Wieprza
W dniu 12 sierpnia, na kilka dni przed operacją znad Wieprza, do Puław przybył Naczelnik Państwa Józef Piłsudski. Po lustracji wojsk garnizonu Puławy i wręczeniu odznaczeń, w dniach 13 i 14 sierpnia przybył do Ireny (obecnie okolice ul. Warszawskiej w Dębline). Po przeprowadzeniu odprawy z dowódcami 3 i 4 Armii, generałami Edwardem Śmigłym-Rydzem i Leonardem Skierskim, w której przedstawił plan operacji i przewidywany przebieg działań manewrowych znad Wieprza, dokonał lustracji oddziałów rozlokowanych w Twierdzy Dęblińskiej oraz w rejonach ześrodkowania dywizji.
I Grupa Uderzeniowa w składzie 3 i 4 Armia przed operacją ześrodkowała się między Dęblinem, Kockiem i Lubartowem, w dolnym biegu Wieprza. Przed frontem Grupy znajdowały się Grupa Mozyrska i 16 Armia sowiecka. Piłsudski przejął dowodzenie Grupą Uderzeniową na czas operacji.
W dniu 16 sierpnia Piłsudski dyslokował swoje stanowisko dowodzenia przy sztabie 14 DP (dowódca gen. Daniel Konarzewski) która nacierała na Mińsk Mazowiecki od południa. Piłsudski jako miejsce stanowiska dowodzenia wskazał w rozkazie skrzyżowanie szos: Dęblin – Kock i Warszawa – Lublin. Obok przy 16 DP gen. Kazimierza Ładosia, która nacierała od południa na Kałuszyn, był gen. Władysław Sikorski. Gen. E. Rydz-Śmigły miał swoje stanowisko przy 1 DP Leg. gen. Stefana Dąba-Biernackiego. W dniu 16 sierpnia o godz. 4.00 Piłsudski dał sygnał do rozpoczęcia natarcia. Natarcie polskie ruszyło z zamiarem osiągnięcia w drugim dniu operacji szosy Warszawa – Brześć, odcięcia dróg zaopatrzenia i ewakuacji oraz wyjścia na tyły Frontu Zachodniego M. Tuchaczewskiego. Prawe skrzydło frontu polskiego ubezpieczała 3 DP Leg. nacierająca na Włodawę i Brześć Litewski.
Uderzenie Grupy Uderzeniowej rozbiło Grupę Mozyrską, zgniotło południowe skrzydło 16 Armii N. Sołłohuba i prowadziło swoimi dywizjami natarcie w kierunku na Mińsk Mazowiecki, Kałuszyn, Siedlce, Białą Podlaską, Brześć.

## Kontruderzenie spod Warszawy, zdobycie Mińska Mazowieckiego
Z broniącej przedmościa warszawskiego 15 DP gen. W. Junga wchodzącej w skład 1 Frontu gen. Franciszka Latinika, wydzielono II Grupę Uderzeniową płk Stanisława Wrzalińskiego. Grupa ta składała się z XXIX Brygady Piechoty (59 i 60 PP) i z rejonu Wesołej prowadziła natarcie na Mińsk Mazowiecki. Jako wzmocnienie do uderzenia na Mińsk XXIX Brygada Piechoty otrzymała Grupę Pancerną mjr. Nowickiego w sile trzech pociągów pancernych, pięciu sekcji czołgów i 10 samolotów, a także oddział piechoty zgrupowany w Miłośnie. Grupa uderzeniowa Wrzalińskiego rozpoczęła natarcie około godz. 9.00. dwoma kolumnami. Opór złamano ogniem artylerii i czołgów. Około 14.00 zajęto Dębe Wielkie. Sowiecka 10 Dywizja Strzelców, która była w obronie, rozpoczęła odwrót na wschód. Około 18.00 na dworzec kolejowy w Mińsku Mazowieckim wdarły się dwa polskie pociągi pancerne. Lotnictwo prowadziło uderzenia z powietrza. Bolszewicy w popłochu opuścili miasto.
Jednocześnie w dniach 17 i 18 sierpnia 1920 62 pp ppłk. Władysława Grabowskiego ze składu 15 DP w miejscowości Glinianka, na zachód od Mińska Mazowieckiego, stoczył bitwę z pododdziałami sowieckimi 8, 10 i 17 Dywizji Strzelców (DS) wycofującymi się spod Warszawy.
Natarcie miała 15 DP rozpocząć 17 sierpnia o godz. 7.00 z linii Miłosna – Królewskie Bagno. 17 sierpnia po południu 62 pp (około 1500 żołnierzy, 40 cekaemów) otrzymał rozkaz dowódcy 15 DP, przejścia razem z 5 baterią 15 pułku artylerii polowej do Glinianki i oczekiwania tam dalszych rozkazów. Maszerujący, jako straż przednia pułku, I batalion zajął wieczorem Gliniankę. Około godz. 22.00 wieś zaatakowały silne oddziały sowieckie. Zaskoczony batalion został wyparty z Glinianki, utracił cały tabor i dwa cekaemy. Po uporządkowaniu kompanii dowódca batalionu przeprowadził kontratak. W walce wręcz wyparto ze wsi liczniejszego nieprzyjaciela. Zanim zebrano batalion rozproszony w pościgu, z dworu Glinianki wyszedł kolejny atak sowiecki. Polacy ponownie zostali wyparci z wioski. Stwierdziwszy, że przeciwnik dysponuje w Gliniance dużymi siłami, dowódca I batalionu obsadził 4 kompanią drogi prowadzące z Glinianki na wschód, a sam z resztą batalionu obszedł wieś od południa i dołączył do głównych sił pułku. Pod Glinianką pozostała także grupa kilkudziesięciu piechurów, którzy podczas chaotycznej walki oderwali się od swoich kompanii. Oddział ten zajął stanowiska na skraju lasu na północ od Glinianki i stąd niepokoił wroga ogniem dwóch cekaemów. W tym czasie główne siły pułku (II i III batalion z 5 baterią 15 pap) zostały zatrzymane ogniem prowadzonym z dworu Glinianka. Od strony wsi kontratakował I batalion. Rozpoznanie meldowało o obecności w rejonie dworu silnych oddziałów nieprzyjaciela. Ppłk Grabowski wydał rozkaz natychmiastowego uderzenia na Gliniankę. Do tego celu wyznaczył III batalion i dwie kompanie z II batalionu. W międzyczasie I batalion napotkał pod Wolą Karczewską straż przednią polskiego 61 pp. Na prośbę dowódcy I batalionu dowódca pułku oddał mu do dyspozycji oddział zwiadowców z jednym ckm w celu przeprowadzenia rozpoznania. W Woli Karczewskiej I batalion zaatakował oddział kawalerii. Ogień polskich ckm z najbliższej odległości zadał mu duże straty. Część jeźdźców wpadła w bagna i porzuciwszy konie ratowała się ucieczką, część zawróciła do dworu Glinianka. Równocześnie Polacy nacierali na dwór.
18 sierpnia o godz. 4.00 ruszyło natarcie 62 pp. Wykorzystując zamieszanie w szeregach nieprzyjaciela, I batalion uderzył na dwór od południa i wziął 600 jeńców, których odesłał do 61 pp. Główne siły 62 pp nacierały na wieś i dwór od zachodu. Zaatakowani z dwóch stron bolszewicy stawili słaby opór, a gdy w walce na bagnety Polacy zdobyli dwór i stojącą obok baterię, zaczęli masowo rzucać broń. Ponieważ osamotniona 4 kompania odparła wszystkie ataki bolszewików, z okrążenia zdołały wydostać się nieliczne grupki czerwonoarmistów.

## Upamiętnienie
Walki o Dęblin i Mińsk Mazowiecki zostały upamiętnione na Grobie Nieznanego Żołnierza w Warszawie, napisem na jednej z tablic – „DĘBLIN – MIŃSK MAZOWIECKI 16 – 18 VIII 1920”.